# The Judds
The Judds is een voormalig Amerikaans countryduo bestaande uit Naomi Judd (11 januari 1946 – 30 april 2022) en haar dochter Wynonna, echte naam Christina Claire Ciminella (30 mei 1964). Ze waren vooral in hun eigen land erg succesvol met veertien nummer 1-hits op de Billboard Hot Country Songs. Internationaal scoorden ze met het liedje "Why Not Me" in 1989 een hit. Actrice Ashley Judd is de andere dochter van Naomi.
In 1991 stopte Naomi Judd vanwege gezondheidsredenen met toeren en ging haar dochter solo verder. Haar album “Wynonna” ging 5 miljoen keer over de toonbank in 1992 en 3 tracks werden een hitsingle. Ook haar album “Tell Me Why” in 1993 was succesvol.
In 1995 ging ze op zwangerschapsverlof en kreeg een zoon.
In 1997 ging Wynonna scheiden van haar eerste man. Moeder en dochter kwamen weer bij elkaar voor een reünietournee in 1999-2000 en 2008. Wynonna's album “What the World Needs Now Is Love“ werd in 2003 weer een groot succes en ze trouwde met haar bodyguard. In 2005 nam ze een duet op met Huey Lewis voor zijn nieuwe album. “Sing: Chapter 1” kwam uit in 2009 en in 2016 kwam het album “Wynonna & the Big Noise” uit. In 2010 kwam er toch nog een single van The Judds uit, “I Will Stand By You”.
The Judds ontvingen vijf Grammy Awards en verkochten meer dan 20 miljoen albums.
Naomi Judd overleed als gevolg van mentale gezondheidsproblemen op 76-jarige leeftijd.

## Discografie
- 1983 – Wynonna & Naomi
- 1984 – Why Not Me
- 1985 – Rockin' With The Rhythm
- 1987 – Heartland
- 1987 – Christmas Time With The Judds
- 1989 – River Of Time
- 1990 – Love Can Build A Bridge
- 2000 – The Judds Reunion Live